# Campionati africani di ciclismo su strada - Cronometro a squadre femminile Juniors
La Cronometro a squadre femminile Juniors è uno degli eventi disputati durante i Campionati africani di ciclismo su strada. Per la prima volta fu corsa nel 2013. 

## Albo d'oro
Aggiornato all'edizione 2023.
| Anno | Vincitore                                                                                          | Secondo                                                                       | Terzo                                                     |
| ---- | -------------------------------------------------------------------------------------------------- | ----------------------------------------------------------------------------- | --------------------------------------------------------- |
| 2013 | Sudafrica Andri Coetzee Heidi Dalton Monique Gerber Mikayla Olivier                                | Egitto Kheloud Ali Salma Hamdy Ahmed Hilmi Hamdiya Hasan Ebtissam Zayed Ahmed | Non assegnato                                             |
| 2014 | non disputata                                                                                      | non disputata                                                                 | non disputata                                             |
| 2015 | Sudafrica Frances Du Toit Lynette Benson Ame Venter Mandie Swart                                   | Non assegnato                                                                 | Non assegnato                                             |
| 2016 | non disputata                                                                                      | non disputata                                                                 | non disputata                                             |
| 2017 | Egitto Jessenia Ali Yasser Mohammed Mariam Heidi Mohamed Alaa Shaaban                              | Non assegnato                                                                 | Non assegnato                                             |
| 2018 | non disputata                                                                                      | non disputata                                                                 | non disputata                                             |
| 2019 | Etiopia Selam Gebru Teka Sefiager Endalaw Eshite Thrhas Teklehaimanot Tesfay Serkalen Taye Watango | Eritrea Danait Tsegay Yordanos Russom Danait Markos Birikti Fessehaye         | Non assegnato                                             |
| 2020 | non disputata                                                                                      | non disputata                                                                 | non disputata                                             |
| 2021 | Sudafrica Amber Hindmarch Chanté Olivier Ainslii de Beer Mckenzie Pedro                            | Egitto Habiba Edris Gana Eliwa Hapepa Eliwa Mariam Habib                      | Non assegnato                                             |
| 2022 | Eritrea Romna Guesh Saron Tekie Fithawit Teklu Rahel Zeresenay                                     | Marocco Salma Benzaaboul Yasmine Bouchiha Raja Chakir Wiame Elmaaroufi        | Egitto Aalaa Ali Mennalaah Belal Gana Eliwa Bsmala Hassan |
| 2023 | Algeria Soulef Silmi Siham Bousba Hosna Bellili Malak Mechab                                       | Etiopia Keno Disasa Tseige Yigezu                                             | Non assegnato                                             |

## Medagliere
| Pos.   | Nazione   | Oro | Argento | Bronzo | Totale |
| ------ | --------- | --- | ------- | ------ | ------ |
| 1      | Sudafrica | 3   | 0       | 0      | 3      |
| 2      | Egitto    | 1   | 2       | 1      | 4      |
| 3      | Etiopia   | 1   | 1       | 0      | 2      |
| 3      | Eritrea   | 1   | 1       | 0      | 2      |
| 5      | Algeria   | 1   | 0       | 0      | 1      |
| 6      | Marocco   | 0   | 1       | 0      | 1      |
| Totale | Totale    | 7   | 5       | 1      | 13     |